# Brazilië op de Olympische Zomerspelen 1980
Brazilië nam deel aan de Olympische Zomerspelen 1980 in Moskou, Rusland. Er werden vier medailles gewonnen, tweemaal goud en tweemaal brons.

## Medailleoverzicht
| Sport    | Olympiër                                                  | Onderdeel              | Medaille |
| -------- | --------------------------------------------------------- | ---------------------- | -------- |
| Zeilen   | Lars Sigurd Björkström Alexandre Welter                   | tornado (m)            | Goud     |
| Zeilen   | Eduardo Penido Marcos Soares                              | 470 (m)                | Goud     |
| Atletiek | João Carlos de Oliveira                                   | hink-stap-springen (m) | Brons    |
| Zwemmen  | Cyro Delgado Jorge Fernandes Djan Madruga Marcus Mattioli | 4x200m vrije slag (m)  | Brons    |

## Deelnemers en resultaten

### Atletiek
| Olympiër                                                              | Discipline             | Resultaat | Prestatie                                                               |
| --------------------------------------------------------------------- | ---------------------- | --------- | ----------------------------------------------------------------------- |
| Milton de Castro                                                      | 100m (m)               | 39e       | serie 6: 5e in 10,74                                                    |
| Nelson dos Santos                                                     | 100m (m)               | 24e       | serie 3: 3e in 10,51 kwartfinale 1: 7e in 10,45                         |
| Katsuhiko Nakaya                                                      | 100m (m)               | 31e       | serie 2: 3e in 10,72 kwartfinale 3: 8e in 10,70                         |
| Paulo Roberto Correia                                                 | 200m (m)               | 18e       | serie 9: 3e in 21,27 kwartfinale 4: 6e in 21,01                         |
| Altevir de Araújo                                                     | 200m (m)               | 23e       | serie 3: 4e in 21,49 kwartfinale 2: 7e in 21,22                         |
| Geraldo José Pegado                                                   | 400m (m)               | 38e       | serie 7: 6e in 48,71                                                    |
| Agberto Guimarães                                                     | 800m (m)               | 4e        | serie 3: 3e in 1.48,2 halve finale 1: 3e in 1.46,9 finale: 4e in 1.46,2 |
| Antônio Dias Ferreira                                                 | 400m horden (m)        | 15e       | serie 1: 2e in 50,14 halve finale 1: 7e in 52,31                        |
| Altevir de Araújo Milton de Castro Nelson dos Santos Katsuhiko Nakaya | 4x100m (m)             | 8e        | serie 2: 4e in 39,48 finale: 8e in 39,54                                |
| Paulo Correia Antônio Dias Ferreira Agberto Guimarães Geraldo Pegado  | 4x400m (m)             | 8e        | serie 1: 2e in 3.04,9 finale: 5e in 3.05,9                              |
| João Carlos de Oliveira                                               | verspringen (m)        | DNF       | kwalificatie groep A: 10e met 7,78m finale: niet gestart                |
| João Carlos de Oliveira                                               | hink-stap-springen (m) | Brons     | kwalificatie groep B: 3e met 16,62m finale: 3e met 17,22m               |
| Claudio da Matta Freire                                               | hoogspringen (m)       | 29e       | kwalificatie groep B: 14e met 2,05m                                     |
|                                                                       |                        |           |                                                                         |
| Conceição Geremias                                                    | vijfkamp (v)           | 14e       | 4263 punten                                                             |

### Basketbal
| Olympiër | Discipline | Resultaat | Prestatie |
| --- | ---------- | --------- | --- |
| JAndré Ernesto Stoffel Luiz Gustavo de Lage José Carlos Santos Saiani Milton Setrini Wagner Machado da Silva Marcos Abdalla Leite Gilson Trindade de Jesus Marcel Ramon de Souza Adilson de Nascimento Marcelo Vido Oscar Schmidt Ricardo Cardoso Guimarães | mannen     | 7e        | groep A: 2e W van Tsjecho-Slowakije: 72-70 V van Sovjet-Unie: 88-101 W van India: 137-64 finale: 5e W van Cuba: 93-92 V van Spanje: 81-110 W van Italië: 90-77 V van Joegoslavië: 95-96 |

| Groep A |                   |             |             |             |        |        |        |        |
| #       | Land              | Wedstrijden | Wedstrijden | Wedstrijden | Punten | Punten | Punten | Punten |
| #       | Land              | G           | W           | V           | V      | T      | Saldo  | Punten |
| 1       | Sovjet-Unie       | 3           | 3           | 0           | 321    | 235    | +86    | 6      |
| 2       | Brazilië          | 3           | 2           | 1           | 297    | 235    | +62    | 5      |
| 3       | Tsjecho-Slowakije | 3           | 1           | 2           | 285    | 236    | +49    | 4      |
| 4       | India             | 3           | 0           | 3           | 194    | 391    | -197   | 3      |

| Ronde      | Datum  | Plaats   | Land   | Score             | Land |
| ---------- | ------ | -------- | ------ | ----------------- | ---- |
| Groepsfase |        |          |        |                   |      |
| 20 juli    | Moskou | Brazilië | 72-70  | Tsjecho-Slowakije |      |
| 21 juli    | Moskou | Brazilië | 88-101 | Sovjet-Unie       |      |
| 23 juli    | Moskou | Brazilië | 137-64 | India             |      |

| Finale |             |             |             |             |        |        |        |        |
| #      | Land        | Wedstrijden | Wedstrijden | Wedstrijden | Punten | Punten | Punten | Punten |
| #      | Land        | G           | W           | V           | V      | T      | Saldo  | Punten |
| 1      | Joegoslavië | 5           | 5           | 0           | 506    | 442    | +64    | 10     |
| 2      | Italië      | 5           | 3           | 2           | 419    | 438    | -19    | 8      |
| 3      | Sovjet-Unie | 5           | 3           | 2           | 505    | 468    | +37    | 8      |
| 4      | Spanje      | 5           | 2           | 3           | 488    | 485    | +3     | 7      |
| 3      | Brazilië    | 5           | 2           | 2           | 448    | 477    | -29    | 7      |
| 4      | Cuba        | 5           | 0           | 5           | 434    | 490    | 56     | 5      |

| Ronde   | Datum  | Plaats   | Land   | Score       | Land |
| ------- | ------ | -------- | ------ | ----------- | ---- |
| Finale  |        |          |        |             |      |
| 25 juli | Moskou | Brazilië | 94-93  | Cuba        |      |
| 26 juli | Moskou | Spanje   | 110-81 | Brazilië    |      |
| 27 juli | Moskou | Italië   | 77-90  | Brazilië    |      |
| 29 juli | Moskou | Brazilië | 95-96  | Joegoslavië |      |

### Boksen
| Olympiër            | Discipline  | Resultaat | Prestatie |
| ------------------- | ----------- | --------- | --- |
| Sidnei dal Rovere   | -57kg (m)   | 5e        | 1e ronde: vrij 2e ronde: W van NEP Poma: scheidsrechterlijke beslissing 3e ronde: W van ETH Neraio: 5-0 kwartfinale: V van POL Kosedowski: 0-5 |
| Jaime Soares França | -63,5kg (m) | 17e       | 1e ronde: V van GBR Willis: 0-5 |
| Francisco de Jesus  | -71kg (m)   | 5e        | 1e ronde: W van GUI Camara: 5-0 2e ronde: W van SWE Vainonen: 5-0 kwartfinale: V van CUB Martínez: 0-5                                         |
| Carlos Fonseca      | -75kg (m)   | 9e        | 1e ronde: vrij 2e ronde: V van GBR Kaylor: 1-4                                                                                                 |

### Boogschieten
| Olympiër      | Discipline      | Resultaat | Prestatie                                                                       |
| ------------- | --------------- | --------- | ------------------------------------------------------------------------------- |
| Renato Emilio | individueel (m) | 27e       | 1e ronde: 28e met 1139 punten 2e ronde: 27e met 1125 punten totaal: 2264 punten |
|               |                 |           |                                                                                 |
| Arci Kempner  | individueel (v) | 26e       | 1e ronde: 25e met 1084 punten 2e ronde: 24e met 1102 punten totaal: 2186 punten |

### Gewichtheffen
| Olympiër              | Discipline | Resultaat | Prestatie                                                     |
| --------------------- | ---------- | --------- | ------------------------------------------------------------- |
| Durval de Moraes      | -52kg (m)  | 16e       | trekken: 18e met 80kg stoten: 14e met 107,5kg totaal: 187,5kg |
| Paulo Batista de Sene | -60kg (m)  | DNF       | trekken: 14e met 100kg stoten: geen geldige poging            |

### Judo
| Olympiër              | Discipline      | Resultaat | Prestatie |
| --------------------- | --------------- | --------- | --- |
| Luiz Juniti Shinohara | -60kg (m)       | 13e       | 1e ronde: W van SEN Sow 2e ronde: V van HUN Kincses                                                                                             |
| Luiz Onmura           | -65kg (m)       | 13e       | 1e ronde: W van ROU Niculae 2e ronde: V van SWE Biedron                                                                                         |
| Anelson Vieira        | -71kg (m)       | 18e       | 1e ronde: V van POL Alkśnin |
| Carlos Alberto Cunha  | -78kg (m)       | 10e       | 1e ronde: W van SWE Grant 2e ronde: W van SUI Hagmann kwartfinale: V van ROU Frăţică                                                            |
| Walter Carmona        | -86kg (m)       | 5e        | 1e ronde: W van HUN Kiss 2e ronde: W van SEN Diabone kwartfinale: W van ROU Toma halve finale: V van CUB Azcuy bronzen finale: V van GDR Ultsch |
| Luiz Moura            | -95kg (m)       | 13e       | 1e ronde: W van BUL Atanasov 2e ronde: V van FRA Rougé                                                                                          |
| Oswaldo Simões Filho  | +95kg (m)       | 10e       | 1e ronde: vrij 2e ronde: V van PRK Myong Gyu |
| Walter Carmona        | open klasse (m) | 10e       | 1e ronde: W van FIN Saari 2e ronde: V van BUL Zapryanov                                                                                         |

### Roeien
| Olympiër                                                                           | Discipline      | Resultaat | Prestatie                                                                    |
| ---------------------------------------------------------------------------------- | --------------- | --------- | ---------------------------------------------------------------------------- |
| Paulo Cesar Dvorawski                                                              | skiff (m)       | 12e       | serie 1: 3e in 8.01,38 halve finale 1: 6e in 7.39,28 finale B: 6e in 7.32,00 |
| Ricardo de Carvalho Ronaldo de Carvalho José Cláudio Lazzarotto Waldemar Trombetta | dubbel-vier (m) | 11e       | serie 1: 5e in 6.25,84 herkansingen: 4e in 6.11,96 finale B: 5e in 6.06,58   |
| Henrique Johann Wandir Kuntze Laildo Machado Manuel Mandel Walter Soares           | vier-met (m)    | 8e        | serie 1: 5e in 6.59,98 herkansingen: 3e in 6.37,07 finale B: 2e in 6.33,29   |

### Schietsport
| Olympiër          | Discipline          | Resultaat | Prestatie                             |
| ----------------- | ------------------- | --------- | ------------------------------------- |
| Waldemar Capucci  | 50m geweer liggend  | 32e       | 591 punten: (98-98-98-99-99-99)       |
| Durval Guimarães  | 50m geweer liggend  | 25e       | 592 punten: (97-99-99-100-98-99)      |
| Sylvio Carvalho   | 50m pistool         | 9e        | 558 punten: (91-94-89-95-93-96)       |
| Fernando Gomes    | 25m snelvuurpistool | 19e       | 588 punten: (293-295)                 |
| Marcos José Olsen | trap                | 18e       | 187 punten: (25-23-23-25-21-24-23-23) |

### Schoonspringen
| Olympiër       | Discipline    | Resultaat | Prestatie                        |
| -------------- | ------------- | --------- | -------------------------------- |
| Milton Machado | 3m plank (m)  | 22e       | voorronde: 22e met 451,17 punten |
| Milton Machado | 10m toren (m) | 20e       | voorronde: 20e met 373,06 punten |

### Turnen
| Olympiër      | Discipline               | Resultaat | Prestatie |
| ------------- | ------------------------ | --------- | --- |
| Claudia Costa | meerkamp individueel (v) | 31e       | sprong: 28e met 8,800 punten brug: 35e met 8,200 punten balk: 26e met 8,850 punten vloer: 29e met 8,650 punten totaal: 34,500 punten |

### Volleybal

#### Mannen
| Olympiër | Discipline | Resultaat | Prestatie |
| --- | ---------- | --------- | --- |
| João Alves Granjeiro Mario Xandó Oliveira Neto Antonio Gueiros Badalhoca José Montanaro Antonio Carlos Moreno Renan Dal Zotto William Carvalho Silva Amauri Ribeiro Bernardo Rezende Jean Luc Rosat Deraldo Wanderley Bernard Rajzman | mannen     | 5e        | groep B: 3e V van Joegoslavië: 2-3 (15-8, 12-15, 15-10, 4-15, 12-15) V van Roemenië: 1-3 (15-13, 4-15, 12-15, 3-15) W van Libanon: 3-0 (15-1, 15-2, 15-6) 5-8e plek: W van Tsjecho-Slowakije: 3-0 (16-14, 15-11, 15-9) 5-6e plek: W van Joegoslavië: 3-2 (14-16, 15-9, 8-15, 15-10, 15-8) |

| Groep B |             |             |             |             |             |             |             |        |        |        |        |
| #       | Land        | Wedstrijden | Wedstrijden | Wedstrijden | Wedstrijden | Wedstrijden | Wedstrijden | Punten | Punten | Punten | Punten |
| #       | Land        | G           | W           | V           | SW          | SV          | SR          | SPW    | SPL    | Saldo  | Punten |
| 1       | Polen       | 4           | 3           | 1           | 11          | 5           | +6          | 221    | 172    | +49    | 6      |
| 2       | Roemenië    | 4           | 3           | 1           | 10          | 5           | +5          | 215    | 138    | +77    | 5      |
| 3       | Brazilië    | 4           | 2           | 2           | 9           | 8           | +1          | 215    | 196    | +19    | 4      |
| 4       | Joegoslavië | 4           | 2           | 2           | 8           | 8           | 0           | 189    | 177    | +12    | 3      |
| 5       | Libanon     | 4           | 0           | 4           | 0           | 12          | -12         | 23     | 180    | -157   | 3      |

| Ronde      | Datum  | Plaats            | Land | Score    | Land |
| ---------- | ------ | ----------------- | ---- | -------- | ---- |
| Groepsfase |        |                   |      |          |      |
| 22 juli    | Moskou | Joegoslavië       | 3-2  | Brazilië |      |
| 24 juli    | Moskou | Roemenië          | 3-1  | Brazilië |      |
| 26 juli    | Moskou | Brazilië          | 3-0  | Libanon  |      |
| 28 juli    | Moskou | Brazilië          | 3-2  | Polen    |      |
| 5-8e plek  |        |                   |      |          |      |
| 30 juli    | Moskou | Tsjecho-Slowakije | 0-3  | Brazilië |      |
| 5-6e plek  |        |                   |      |          |      |
| 1 augustus | Moskou | Joegoslavië       | 2-3  | Brazilië |      |

#### Vrouwen
| Olympiër | Discipline | Resultaat | Prestatie |
| --- | ---------- | --------- | --- |
| Denise Porto Mattioli Ivonette Das Neves Lenice Peluso Oliveira Regina Vilela Santos Fernanda Emerick Silva Paula Rodrigues Mello Isabel Salgado Eliana Maria Aleixo Maria Castanheira Jackie Silva Vera Mossa Rita Cassia Teixeira | vrouwen    | 7e        | groep B: 4e V van Hongarije: 2-3 (15-17, 15-9, 12-15, 15-6, 12-15) V van Bulgarije: 0-3 (7-15, 9-15, 12-15) V van Roemenië: 2-3 (15-10, 15-9, 6-15, 13-15, 6-15) 5-8e plek: V van Cuba: 0-3 (2-15, 5-15, 6-15) 7-8e plek: W van Roemenië: 3-0 (15-8, 15-12, 15-12) |

| Groep B |           |             |             |             |             |             |             |        |        |        |        |
| #       | Land      | Wedstrijden | Wedstrijden | Wedstrijden | Wedstrijden | Wedstrijden | Wedstrijden | Punten | Punten | Punten | Punten |
| #       | Land      | G           | W           | V           | SW          | SV          | SR          | SPW    | SPL    | Saldo  | Punten |
| 1       | Bulgarije | 3           | 2           | 1           | 7           | 4           | +3          | 138    | 114    | +24    | 5      |
| 2       | Hongarije | 3           | 2           | 1           | 8           | 6           | +2          | 161    | 170    | -9     | 5      |
| 3       | Roemenië  | 3           | 2           | 1           | 7           | 7           | 0           | 157    | 153    | +4     | 5      |
| 4       | Brazilië  | 3           | 0           | 3           | 4           | 9           | -5          | 152    | 171    | -19    | 3      |

| Ronde      | Datum  | Plaats    | Land | Score    | Land |
| ---------- | ------ | --------- | ---- | -------- | ---- |
| Groepsfase |        |           |      |          |      |
| 21 juli    | Moskou | Hongarije | 3-2  | Brazilië |      |
| 23 juli    | Moskou | Bulgarije | 3-0  | Brazilië |      |
| 25 juli    | Moskou | Brazilië  | 2-3  | Roemenië |      |
| 5-8e plek  |        |           |      |          |      |
| 27 juli    | Moskou | Cuba      | 3-0  | Brazilië |      |
| 7-8e plek  |        |           |      |          |      |
| 29 juli    | Moskou | Roemenië  | 0-3  | Brazilië |      |

### Wielersport
| Olympiër                                                          | Discipline                    | Resultaat | Prestatie                         |
| ----------------------------------------------------------------- | ----------------------------- | --------- | --------------------------------- |
| Hans Fischer                                                      | sprint (m)                    | 20e       | 1e ronde serie 8: V van SUI Isler |
| Antônio Silvestre                                                 | individuele achtervolging (m) | 13e       | kwalificatie: 13e in 4.54,52      |
| Hans Fischer                                                      | tijdrit (m)                   | 15e       | 1.10,801                          |
| José Carlos de Lima Hans Fischer Fernando Louro Antônio Silvestre | ploegenachtervolging (m)      | 11e       | kwalificatie: 11e in 4.32,34      |
| Gilson Alvaristo                                                  | wegwedstrijd (m)              | DNF       | niet gefinisht                    |
| José Carlos de Lima                                               | wegwedstrijd (m)              | DNF       | niet gefinisht                    |
| Fernando Louro                                                    | wegwedstrijd (m)              | DNF       | niet gefinisht                    |
| Davis Pereira                                                     | wegwedstrijd (m)              | DNF       | niet gefinisht                    |

### Zeilen
| Olympiër                                                      | Discipline      | Resultaat | Prestatie                      |
| ------------------------------------------------------------- | --------------- | --------- | ------------------------------ |
| Claudio Biekarck                                              | finn            | 4e        | 53 punten: (9-5-1-13-9-5-2)    |
| Eduardo Penido Marcos Soares                                  | 470             | Goud      | 36,4 punten: (2-1-6-1-5-10)    |
| Reinaldo Conrad Manfred Kaufmann                              | flying dutchman | 8e        | 63,4 punten: (3-5-9-7-5-6-7)   |
| Lars Sigurd Björkström Alexandre Welter                       | tornado         | Goud      | 21,4 punten: (3-1-3-6-1-1-5)   |
| Eduardo de Souza Ramos Peter Erzberger                        | star            | 9e        | 85,0 punten: (9-11-8-8-9-11-5) |
| Vicente D'Avila M. Brun Gastao D'Melo Brun Roberto Luiz Souza | soling          | 6e        | 47,1 punten: (4-7-2-3-7-3-6)   |

### Zwemmen
| Olympiër                                                    | Discipline            | Resultaat | Prestatie                                        |
| ----------------------------------------------------------- | --------------------- | --------- | ------------------------------------------------ |
| Cyro Delgado                                                | 100m vrije slag (m)   | 28e       | serie 4: 6e in 53,00                             |
| Jorge Fernandes                                             | 100m vrije slag (m)   | 16e       | serie 4: 4e in 52,51 halve finale 1: 8e in 52,91 |
| Cyro Delgado                                                | 200m vrije slag (m)   | 19e       | serie 4: 5e in 1.54,59                           |
| Jorge Fernandes                                             | 200m vrije slag (m)   | 16e       | serie 3: 3e in 1.54,32                           |
| Marcus Mattioli                                             | 200m vrije slag (m)   | 17e       | serie 5: 3e in 1.54,39                           |
| Marcelo Jucá                                                | 400m vrije slag (m)   | 20e       | serie 4: 4e in 4.03,92                           |
| Djan Madruga                                                | 400m vrije slag (m)   | 4e        | serie 4: 1e in 3.55,69 finale: 4e in 3.54,15     |
| Marcelo Jucá                                                | 1500m vrije slag (m)  | 15e       | serie 1: 5e in 16.01,11                          |
| Djan Madruga                                                | 1500m vrije slag (m)  | 14e       | serie 3: 6e in 15.56,20                          |
| Rômulo Arantes                                              | 100m rugslag (m)      | 11e       | serie 3: 2e in 57,90 halve finale 2: 5e in 58,21 |
| Ricardo Prado                                               | 100m rugslag (m)      | 28e       | serie 2: 6e in 1.01,03                           |
| Sérgio Ribeiro                                              | 100m schoolslag (m)   | 16e       | serie 3: 5e in 1.06,71                           |
| Cláudio Kestener                                            | 100m vlinderslag (m)  | 20e       | serie 3: 4e in 57,65                             |
| Marcus Mattioli                                             | 100m vlinderslag (m)  | 24e       | serie 5: 5e in 57,96                             |
| Cláudio Kestener                                            | 200m vlinderslag (m)  | 20e       | serie 3: 6e in 2.08,65                           |
| Marcus Mattioli                                             | 200m vlinderslag (m)  | 18e       | serie 1: 3e in 2.06,87                           |
| Djan Madruga                                                | 200m wisselslag (m)   | 5e        | serie 2: 1e in 4.28,77 finale: 5e in 4.26,81     |
| Ricardo Prado                                               | 200m wisselslag (m)   | 13e       | serie 1: 3e in 4.31,69                           |
| Cyro Delgado Jorge Fernandes Marcus Mattioli Sérgio Ribeiro | 4x200m vrije slag (m) | Brons     | serie 2: 2e in 7.32,81 finale: 3e in 7.29,30     |
| Romulo Arantes Cyro Delgado Cláudio Kestener Sérgio Ribeiro | 4x100m wisselslag (m) | Brons     | serie 2: 6e in 3.53,32 finale: 8e in 3.53,24     |

Afghanistan · Algerije · Andorra · Angola · Australië · België · Benin · Birma · Botswana · Brazilië · Bulgarije · Colombia · Congo-Brazzaville · Costa Rica · Cuba · Cyprus · Denemarken · Dominicaanse Republiek · Duitse Democratische Republiek · Ecuador · Ethiopië · Finland · Frankrijk · Griekenland · Groot-Brittannië · Guatemala · Guinee · Guyana · Hongarije · Ierland · IJsland · India · Irak · Italië · Jamaica · Joegoslavië · Jordanië · Kameroen · Koeweit · Laos · Lesotho · Libanon · Liberia · Libië · Luxemburg · Madagaskar · Mali · Malta · Mexico · Mongolië · Mozambique · Nederland · Nepal · Nicaragua · Nieuw-Zeeland · Nigeria · Noord-Korea · Oeganda · Oostenrijk · Peru · Polen · Portugal · Puerto Rico · Roemenië · San Marino · Senegal · Seychellen · Sierra Leone · Sovjet-Unie · Spanje · Sri Lanka · Syrië · Tanzania · Trinidad en Tobago · Tsjecho-Slowakije · Venezuela · Vietnam · Zambia · Zimbabwe · Zweden · Zwitserland